# Comuna de Radziłów
Radziłów (polaco: Gmina Radziłów) é uma gminy (comuna) na Polónia, na voivodia de Podláquia e no condado de Grajewski. A sede do condado é a cidade de Radziłów.
De acordo com os censos de 2004, a comuna tem 5142 habitantes, com uma densidade 25,8 hab/km².

## Área
Estende-se por uma área de 199,38 km², incluindo:
- área agricola: 70%
- área florestal: 9%

## Demografia
Dados de 30 de Junho 2004:
|                      | Total   | Total | Mulheres | Mulheres | Homens  | Homens |
| -------------------- | ------- | ----- | -------- | -------- | ------- | ------ |
|                      | pessoas | %     | pessoas  | %        | pessoas | %      |
| População            | 5142    | 100   | 2576     | 50,1     | 2566    | 49,9   |
| Densidade (pop./km²) | 25,8    | 100   | 12,9     | 12,9     | 12,9    | 12,9   |

De acordo com dados de 2002, o rendimento médio per capita ascendia a 1395,98 zł.

## Comunas vizinhas
- Goniądz, Grajewo, Jedwabne, Przytuły, Trzcianne, Wąsosz